# Dulolong Barat
Dulolong Barat is een bestuurslaag in het regentschap Alor van de provincie Oost-Nusa Tenggara, Indonesië. Dulolong Barat telt 595 inwoners (volkstelling 2010).